# Попис становништва
Попис становништва или цензус (лат. census), најчешће само попис, представља организовано прикупљање разних података о становништву које у одређеним временским размацима или по потреби проводи једна држава. Као део пописа становништва често се проводи попис домаћинстава, пољопривредних газдинстава, избеглица и сл. Грана статистике која се бави пописима зове се пописна статистика. Већина држава организује пописе у утврђеном временском размаку — обично 10 година (у Канади је, на пример, тај размак 5 година). Популациона комисија Уједињених нација је предложила да се, због могућности компарације података између разних држава, пописи обављају крајем (1960, 1970, 1980...) или почетком (1961, 1971, 1981...) деценије. Економски пописи (пописи фабрика, фарми, предузећа, рудника) обично се обављају по другачијем распореду од пописа становништва. Пописи се односе на стање у критичном моменту (енгл. census day) који одређује држава и на који се резултати пописа односе (у Србији је, на пример, тај тренутак 31. март у поноћ).
Цензус се често употребљава и као средство за остваривање различитих политичких циљева односно материјалне, територијалне и сл. користи у корумпираним државама, на пример представљањем лажних података како би се одређеним националним, етничким или верским групама ускратила поједина права. УН Организација за храну и пољопривреду (FAO) дефинише попис пољопривреде као „статистичку операцију за прикупљање, обраду и дистрибуцију података о структури пољопривреде, која покрива целу или значајан део земље“. „У попису пољопривреде подаци се прикупљају на нивоу газдинства.“
Реч је латинског порекла: током Римске републике, попис је био списак који је водио евиденцију о свим одраслим мушкарцима способним за војну службу. Савремени попис је од суштинског значаја за међународна поређења било које врсте статистике, и пописи прикупљају податке о многим атрибутима становништва, а не само о томе колико људи има. Пописи су типично почели као једини метод прикупљања националних демографских података и сада су део ширег система различитих истраживања. Иако процене становништва остају важна функција пописа, укључујући тачно географску дистрибуцију становништва или пољопривредног становништва, може се произвести статистика о комбинацијама атрибута, на пример, образовање према старости и полу у различитим регионима. Садашњи системи административних података дозвољавају друге приступе набрајању са истим нивоом детаља, али изазивају забринутост у погледу приватности и могућности пристрасних процена.

## Организација пописа
Попис има 4 основне фазе:
1. Припрема пописа — Подразумева одређивање која ће се питања наћи у пописници, обавештавање становништва о намери провођења пописа и значаја који попис има за једну државу. При одабиру питања за попис не постоји јасно правило, јер једна иста врста питања изазива разне контроверзе код различитих народа: питање расне припадности које постоји у Јужноафричкој Републици се у неким државама сматра као неприхватљиво, питање о вероисповести многи немају у попису јер сматрају да се тиме нарушава слобода грађанина која се јамчи уставом, питање о броју деце су проблематична у Кини због популационе политике коју проводи та држава, одговори о висини прихода у САД, од 1940. године када су први пут постављена као питање, дуго времена нису сматрана објективним податком, подаци о матерњем језику, држављанству и националној припадности су у одређеним периодима, због политичке ситуације, проблематични.
2. Прикупљање информација од врата до врата или поштом — У прошлости су доминирали пописи који су обављали пописивачи директно овлашћени за тај посао од стране државе, док данас постоји метод самопописивања (self-enumeration) где становник сам попуњава упитник-пописницу и шаље је поштом статистичкој институцији која проводи попис (у САД се овакав попис проводи од 1970, у Канади од 1971. године). Код овог метода становник бира сам да ли ће попунити скраћени или дужи образац пописнице. Иако се многи одлучују за скраћени образац подаци добијени из дужих образаца за бројчано велике државе представљају статистички релевантну тежину за извођење генерализација за целокупно становништво. Овај метод појефтињује сам поступак извођења пописа. У Турској се грађани обавезују да за време пописа остану код куће да би омогућили пописивачу да их попише.
3. Анализирање података и контрола пописа — Овај део пописа становништва је некада био најтежи. Подразумевао је шифровање података и разна рачунања. Касније је полако вршене аутоматизација овог процеса када је амерички инжењер Херман Холерит 1890. године за попис у САД увео систем бушених картица]] што је омогућило да попис буде завршен за годину дана. Фирма Хермана Холерита Tabulating Machine Company је 1911. заједно са повезаним фирмама постала Computing-Tabulating-Recording Company која од 1924. године добила назив International Business Machines Corporation (IBM) и која је данас веома позната компанија. Данас се ова фаза пописа осим мануелног уношења података у компјутер, у потпуности врши рачунарски и вишеструко скраћује време од тренутка извођења пописа до објаве првих резултата пописа. Подаци који су једном пребачени у електронску форму се врло лако могу користити у статистици. Овај део обављања пописа подразумева и контролу обухвата становништва пописом.
4. Објављивање података — Подразумева издавање најопштијих података о становништву. Подаци пописа су у многим државама строго поверљиви и могу се користити само у статистичке сврхе. Стари статистички подаци се пребацују на микрофилм и архивирају. Подаци се објављују у виду књига, на интернету, на CD-ROM-у, дискети, магнетној траци.

## Порекло пописа
Примитивне облике пописа су обављали Вавилонци (3800. п. н. е), Грци, Хебреји, Кинези, Египћани, Римљани, али су они вршени у сврху давање пореза или увида у војну снагу, па су обухватали, скоро увек, само мушко становништво. После пропасти Римског царства у V. веку пописи су нестали за дуже време. 1086 Виљем Освајач врши неку врсту пописа енглеских земљопоседника и њихових поседа да би се утврдио порез који би требало да исплате краљу.
Попис у Америчкој држави Вирџинији који су извршили Британци 1620. године још није имао одлике модерног пописа. Први модерни попис је обављен на француској територији Канаде Новој Француској 1665. и 1666. године.
Током Америчке револуције (1775—1783), лидери покрета за независност суочили су се са многим проблемима да уједине 13 колонија под једну националну владу. Један од проблема је био начин бирања представника сваке државе и одређивање такси и пореза. Иницијална структура владе из 1781. године је обезбеђивала за сваку државу по један глас у Конгресу. Овај систем је изазвао незадовољство код држава са великим бројем становника и оне су захтевале више представника него државе са мање становника. Нови Устав, усвојен 1789, је створио дводомну скупштину Конгрес која се састоји од Сената (из сваке државе, без обзира на популациону величину, се бирају 2 сенатора) и Дома делегата (број делегата зависи од броја становника). Ова промена устава имала је за последицу одржавање првог пописа становништва у САД 1790. године. Исти систем се примењује и код избора, јер државе према броју становника имају одређен број електоралних поена које додељују политичару. 1800. године био је попис у Шведској и Финској, 1801. у Велсу, Француској и Енглеској, Немачкој 1871. године, Индији 1871, Русији 1897. године, Кини 1953. године.
Мали број држава није имао пописе (Етиопија, Оман).

## Основне карактеристике пописа као статистичке методе
Специфичности пописа у односу на друге статистичке методе прикупљања индивидуалних података о становништву, домаћинствима и становима огледају се у следећем:
- појединачно пописивање — о свакој јединици пописа (лице, домаћинство и стан) подаци се прикупљају директно, на терену;
- истовременост — свака јединица пописује се у односу на унапред дефинисани тренутак (критични моменат, пописна ноћ...);
- универзалност — попис се спроводи на исти начин на целој територији државе или на једном њеном делу;
- подаци за најниже територијалне јединице — пописом се прикупљају подаци о броју и основним карактеристикама пописних јединица за најмање територијалне јединице у оквиру државе, а у складу са законским одредбама о заштити личних података грађана;
- дефинисана периодичност — пописи се спроводе у регуларним временским интервалима, како би се одржала упоредивост података.[9]

## Значај пописа
Најзначајнија разлика пописа у односу на друга статистичка истраживања јесте у томе што се пописом прикупљају подаци до најнижег територијалног нивоа (насељено место, делови насеља) и што пружа податке о специфичним групама становништва – по полу, старости, образовној структури, брачном статусу, економској активности и друге. Подаци прикупљени у попису од великог су значаја и за:
- годишње процене броја становника (у међупописном периоду) и пројекције броја и основних структура становништва за дужи период;
- обезбеђивање оквира за истраживања која се спроводе на бази узорка;
- анализу и оцену стања у економском и друштвеном развоју земље; анализу демографске ситуације и миграционих токова;
- израду и мерење успешности реализације стратегија, инвестиционих и развојних планова, како на нивоу државе, тако и на локалном нивоу;
- образовање и науку;
- остваривање права припадника националних мањина која прoистичу из појединих закона (Закон о заштити права и слобода националних мањина, Закон о националним саветима националних мањина и Закон о службеној употреби језика и писма);
- дефинисање степена урбанизације, као и израду типологије руралних и урбаних подручја и других типологија, у складу са међународним стандардима;
- заштиту животне средине;
- израду извештаја за потребе међународних институција и друго.[10]

## Пописи у државама региона
Први попис организован у Србији је био 1834. године. Али тај попис није имао одлике модерних пописа. У периоду до 1910. године у Србији је спроведено још 15 пописа: 1841, 1843, 1846, 1850, 1854, 1859, 1862/63, 1866, 1874, 1884, 1890, 1895, 1900, 1905. и 1910. године. Године 1879. одржан је попис у четири округа који су 1878. ушли у састав Србије. Како су се различити делови данашње територије Србије и Црне Горе налазиле у разним временима под влашћу других држава, тако данас за анализу становништва наше државе можемо користити још и турске, аустроугарске, бугарске, мађарске пописе.
У Југославији пописи су одржавани: 1921, 1931, 1948, 1953, 1961, 1971, 1981. и 1991. године.
После распада земље пописи су одржани у Македонији 1994. и 2001, у Хрватској 2001, у Србији и Словенији 2002. године и Црној Гори 2003. године.

### Пописи на територији Србије

#### Пописи до Првог светског рата
Спровођење пописа становништва у Србији има дугу традицију. Први општи попис становништва спроведен је, по наређењу кнеза Милоша, јуна 1834. године. Овај попис није обухватао Турке (који се ни касније нису пописивали) и Роме, који су били изузети од пописа јер нису били подложни општем опорезивању. Овим пописом обухваћене су куће, порески обвезници и војни обвезници. Од овог првог пописа до Првог светског рата попис се спроводио у просеку на сваких 5 година — укупно 17 пута (1834, 1841, 1843, 1846, 1850, 1854, 1859, 1863, 1866, 1874, 1879, 1884, 1890,1895, 1900, 1905 и 1910).
Првим модерним пописом становништва у Србији сматра се онај спроведен у октобру 1866. године под руководством Владимира Јакшића, зачетника статистике у Србији. Тада су извршене озбиљне припреме за спровођење пописа, израђени су формулари и установљена правила пописивања и укључен је велики број нових обележја. Овим пописом обухваћено је целокупно становништво.
Статистичко одељење припремало је нову акцију пописивања за крај децембра 1880. године. Овај попис требало је да буде у складу са препорукама Међународног статистичког конгреса одржаног 1872. године у Петрограду (Русија). Међутим, ратови са Турском (1876—1878), као и послератне политичке прилике спречиле су спровођење ове акције. У међувремену, Србија је на Берлинском конгресу (1878) добила пуно међународно признање независности, на територији проширеној Нишким, Пиротским, Врањским и Топличким округом. Да би се утврдило бројно стање људства и пореских обвезника у ослобођеним крајевима убрзо је, већ у фебруару 1879. године, спроведен делимични попис у овим „новим областима”.
Прве законске регулативе донесене су за попис из 1884. године, који је спроведен на основу Закона о попису људства и имовине. Тежња да се статистичко посматрање прилагоди савременим захтевима науке и међународним препорукама резултирала је Законом о попису становништва и домаће стоке из 1890. године, по коме се „пописи имају вршити сваких пет година, и то у исти мах на дан 31. децембра“.
Последњи попис у Краљевини Србији спроведен је 1910. године. За овај попис је, поред дотадашњег Породичног листа први пут уведен и индивидуални пописни листић   ̶  Пописница.

#### Пописи између два рата
У периоду између два светска рата извршена су само два пописа становништва, тада у оквиру Краљевине Југославије, и то 1921. и 1931. Следећи попис био је планиран за март 1941. године. Због политичке ситуације и извесности избијања рата у тадашњој Краљевини Југославији овај попис није спроведен.

#### Пописи у оквиру СФРЈ
Због потреба да се у што краћем року прикупе подаци о штети насталој услед ратних разарања 1948. године извршен је „скраћени“ попис, а већ 1953. и први комплетан послератни попис становништва тадашње ФНРЈ, касније СФРЈ.
У складу са препорукама Уједињених нација, од 1961. године поново је успостављена десетогодишња периодика, па су пописи спроведени 1961, 1971, 1981. и 1991. године.

#### Попис у оквиру СРЈ
Први попис после распада заједничке државе, такође и први у 21. веку, планиран је у тадашњој Савезној Републици Југославији (коју су чиниле Србија и Црна Гора) за април 2001. године. Због недостатка финансијских средстава најпре су државни органи Црне Горе, а касније и Србије, донели одлуку да се попис одложи. Попис је у Србији спроведен априла 2002. године, али само на територији централне Србије и АП Војводине. На подручју АП Косово и Метохија нису постојали услови јер за његово спровођење (Црна Гора је попис реализовала 2003. године).

#### Пописи у Србији после осамостаљења
Први попис који је Србија спровела као самостална држава, после 100 година, био је попис 2011. Овај попис није спроведен у априлу (као што је раније била пракса) већ у октобру, уз финансијску подршку Европске комисије. Овај попис није спроведен на територији АП Косово и Метохија, док је у општинама Бујановац и Прешево забележен смањен обухват због бојкота албанског становништва.
Попис становништва, домаћинстава и станова 2022. био је други попис спроведен у Србији као самосталној држави. Требало је да буде одржан 2021. године, али је због пандемије ковида 19 померен за октобар 2022. Попис је спроведен од 1. до 31. октобра, а у неким местима продужен је за до 7 дана.